# 안양 고속도로 택시기사 폭행 사건
안양 고속도로 택시 기사 폭행 사건은 2021년 5월 박 모씨(당시 20대)가 택시기사인 B씨(당시 60대)를 폭행한 사건이다.

## 사건 개요
2021년 5월의 한 고속도로, 술에 취해 택시를 탄 박 모씨는 차에 구토를 했다. 그걸 본 B씨는 박 모씨에게 꾸중을 하고 자신의 하루 일당을 요구하자 박 모씨는 B씨를 발로 폭행하고 머리를 쳤다. 그러고는 B씨를 나오라고 한 뒤 아스팔트 바닥에 머리를 내리치고 B씨가 기절 할때까지 수 차례 구타하였다. 이 일로 B씨는 뒷머리가 찢어지고, 이빨이 전부 빠지는 대참사를 맞았다.